# Boeing Model 42
El Boeing Model 42 (también Boeing XCO-7, de Observación de Cuerpo, eXperimental, Modelo 7) fue un avión biplano estadounidense desarrollado desde el Airco DH.4, tomando ventaja de la gran cantidad de aviones excedentes tras el final de la Primera Guerra Mundial.

## Desarrollo y diseño
El Model 42 era esencialmente un Airco DH-4M-1 equipado con nuevos planos de cola de Boeing, alas de espesor menguante, y tren de aterrizaje de trípode. El primer avión construido, designado XCO-7, fue usado como bancada estática, y no voló. El segundo avión, XCO-7A, usaba un fuselaje estándar de DH-4M-1 y motor Liberty, con las modificaciones de Boeing. El avión final, XCO-7B, añadió elevadores compensados e invirtió el motor Liberty. Ambos aviones volables fueron transportados hacia McCook Field, donde se realizó el primer vuelo el 6 de febrero de 1925.
Las prestaciones del nuevo avión no justificaron el coste de la inversión, y Boeing abandonó el proyecto.

## Variantes
XCO-7
Prototipo destinado a pruebas estáticas, uno construido (matrícula AS24452).
XCO-7A
Prototipo con pequeñas modificaciones, uno construido (matrícula AS24453).
XCO-7B
Prototipo con elevadores compensados y motor invertido, uno construido (matrícula AS24454).

## Operadores
Estados Unidos
- Servicio Aéreo del Ejército de los Estados Unidos

## Especificaciones (XCO-7A)
Referencia datos: Bowers, 1966. pg. 60.

### Características generales
- Tripulación: Dos (un piloto y un artillero/observador)
- Longitud: 8,9 m (29,2 ft)
- Envergadura: 13,7 m (44,9 ft)
- Altura: 3,3 m (10,8 ft)
- Superficie alar: 40,9 m² (440,3 ft²)
- Peso vacío: 1409,3 kg (3106,1 lb)
- Peso cargado: 2116 kg (4663,7 lb)
- Planta motriz: 1× motor lineal V12 refrigerado por agua Liberty L-12A.
  - Potencia: 313 kW (432 HP; 426 CV)

### Rendimiento
- Velocidad máxima operativa (Vno): 180 km/h (112 MPH; 97 kt)
- Velocidad crucero (Vc): 177 km/h (110 MPH; 96 kt)
- Alcance: 676 km (365 nmi; 420 mi)
- Techo de vuelo: 3978 m (13 050 ft)

### Armamento
- Ametralladoras: 

  - 4 de 7,62 mm

## Aeronaves relacionadas

### Secuencias de designación
- Secuencia Numérica (interna de Boeing): ← 16 - 21 - 40 - 42 - 50 - 53 - 54 →
- Secuencia CO-_ (Aviones de Observación del Cuerpo del USAAS, 1922-24): ← CO-4 - CO-5 - CO-6 - CO-7 - CO-8